# Сосница (приток Вишеры)

Со́сница — река в России, протекает в Новгородском районе Новгородской области. Устье реки находится в 10 км по правому берегу реки Вишера. Длина реки составляет 21 км, площадь водосборного бассейна 25 км². 

## Данные водного реестра
По данным государственного водного реестра России относится к Балтийскому бассейновому округу, водохозяйственный участок реки — Волхов, речной подбассейн реки — Волхов. Относится к речному бассейну реки Нева (включая бассейны рек Онежского и Ладожского озера).
По данным геоинформационной системы водохозяйственного районирования территории РФ, подготовленной Федеральным агентством водных ресурсов:
- Код водного объекта в государственном водном реестре — 01040200612102000018585
- Код по гидрологической изученности (ГИ) — 102001858
- Код бассейна — 01.04.02.006
- Номер тома по ГИ — 2
- Выпуск по ГИ — 0